# Die Olsenbande auf hoher See
Die Olsenbande auf hoher See (dänisch Olsen-banden på dybt vand, wörtlich: Die Olsenbande in tiefen Gewässern) ist ein computeranimierter Film aus Dänemark und die Fortsetzung zu dem Animationsfilm Die Olsenbande in feiner Gesellschaft (dänisch Olsen-banden på de bonede gulve), rund um die Olsenbande. Ursprünglich sollte der Film wie sein Vorgänger im 3D-Format produziert werden, worauf man aber aus verschiedenen Gründen verzichtete.

## Handlung
Der windige Geschäftsmann Bang Johansen will eine dänische Erfindung zu einer Öloptimierungsmaschine, die noch geheim und offensichtlich von großer Bedeutung ist, an denjenigen verkaufen, der am meisten dafür zahlt. Die Olsenbande, die von dem Handel Wind bekommt, will dieses um jeden Preis verhindern. Egon Olsen hat dafür natürlich schon einen Plan, wozu die Bande eine Möwe, einen Taucheranzug, ein Schlauchboot und ein Wasserflugzeug benötigt.

## Filmpremiere und Veröffentlichungen
Die erste Vorpremiere und Welturaufführung des Films fand am 15. September 2013 in Kopenhagener Palads Teatret statt und die offizielle Galapremiere am 5. Oktober 2013. Am 10. Oktober 2013 war in Dänemark der offizielle Kinostart. Die Veröffentlichung der dänischen Original-Synchronfassung auf DVD und Blu-Ray fand am 20. April 2014 statt. Die deutschsprachige Fassung wurde am 26. September 2014 bei Capelight Pictures auf DVD und Blu-Ray veröffentlicht. Am 28. Februar 2016 erlebte der Film seine deutsche Fernsehpremiere im MDR Fernsehen.

## Synchronsprecher
| Rollenname                                    | Dänischer Synchronsprecher | Deutscher Synchronsprecher |
| --------------------------------------------- | -------------------------- | -------------------------- |
| Egon Olsen                                    | Martin Buch                | Jörg Hengstler             |
| Benny Frandsen                                | Nicolaj Kopernikus         | Frank-Otto Schenk          |
| Kjeld Jensen                                  | Kurt Ravn                  | Michael Pan                |
| Yvonne Jensen                                 | Annette Heick              | Daniela Reidies            |
| Dynamit-Harry                                 | Lars Ranthe                |                            |
| Kriminalkommissar Viggo Jensen                | Henrik Lykkegaard          |                            |
| Kriminalassistent Walter Holm                 | Jonas Schmidt              | Thomas Nicolai             |
| Bang Johansen                                 | Søren Sætter-Lassen        |                            |
| Bang Bang Johnson                             | Michael Carøe              |                            |
| Ilze Sturmhöfer                               | Søs Egelind                |                            |
| Vladimir Rasputinovich                        | Vladimir Pintchevski       | Mathias Kopetzki           |
| Kriminaltechniker David                       | Troells Toya               | Marlon Rosenthal           |
| Kriminaltechnikerin und Polizeichefin Kirsten | Brigitte Raabjerg          | Bettina Kenney             |
| Marit Myklebust                               | Camille Buttingsrud        |                            |
| Jawad Al-Jalalahbad                           | Hassan El Sayed            |                            |

## Produktion
Im Juni 2011 wurde angekündigt, als Fortsetzung zu Die Olsenbande in feiner Gesellschaft einen weiteren 3D-Animationsfilm unter dem Titel Olsen Banden på dybt vand (Die Olsenbande geht baden oder wortwörtlich Die Olsenbande in tiefem Wasser) zu produzieren. Der Film wurde wie sein Vorgänger von Nordisk Film produziert und in Dänemark durch die 60/40-Regelung des Dänischen Filminstituts gefördert.

## Nominierungen
Der Film wurde zur Robertverleihung 2014 in den Kategorien Bester Kinder- und Jugendfilm des Jahres 2013 und Publikumspreis für den Robert nominiert, wo er jedoch keinen Preis gewann.